# 5939 Тосімаеда
5939 Тосімаеда (5939 Toshimayeda) — астероїд головного поясу, відкритий 1 березня 1981 року.
Тіссеранів параметр щодо Юпітера — 3,317.
Названо на честь Тосі Маеди (яп. とし・まえだ(とし前田) тосі маеда).